# Cladostemon kirkii
Cladostemon kirkii là một loài thực vật có hoa trong họ Capparaceae. Loài này được (Oliv.) Pax & Gilg mô tả khoa học đầu tiên năm 1895.